# Distrito electoral de Logan (condado de Keith, Nebraska)
Logan (en inglés: Logan Precinct) es un distrito electoral ubicado en el condado de Keith en el estado estadounidense de Nebraska. En el Censo de 2010 tenía una población de 318 habitantes y una densidad poblacional de 1,14 personas por km².

## Geografía
Logan se encuentra ubicado en las coordenadas 41°5′41″N 101°32′53″O / 41.09472, -101.54806. Según la Oficina del Censo de los Estados Unidos, Logan tiene una superficie total de 280.06 km², de la cual 277.77 km² corresponden a tierra firme y (0.82%) 2.29 km² es agua.

## Demografía
Según el censo de 2010, había 318 personas residiendo en Logan. La densidad de población era de 1,14 hab./km². De los 318 habitantes, Logan estaba compuesto por el 97.8% blancos, el 0.63% eran afroamericanos, el 0% eran amerindios, el 0.63% eran asiáticos, el 0% eran isleños del Pacífico, el 0.31% eran de otras razas y el 0.63% pertenecían a dos o más razas. Del total de la población el 3.14% eran hispanos o latinos de cualquier raza.